# Anthophora alluaudi
Anthophora alluaudi es una especie de abeja del género Anthophora, familia Apidae. Fue descrita científicamente por Pérez en 1902.

## Distribución geográfica
Esta especie habita en el continente africano.